# Bobolice
Bobolice (deutsch Bublitz) ist eine Kleinstadt in der polnischen Woiwodschaft Westpommern. Sie gehört dem Powiat Koszaliński an und ist Sitz einer Stadt- und Landgemeinde.

## Geographische Lage

Landkarte mit Bublitz, 1932

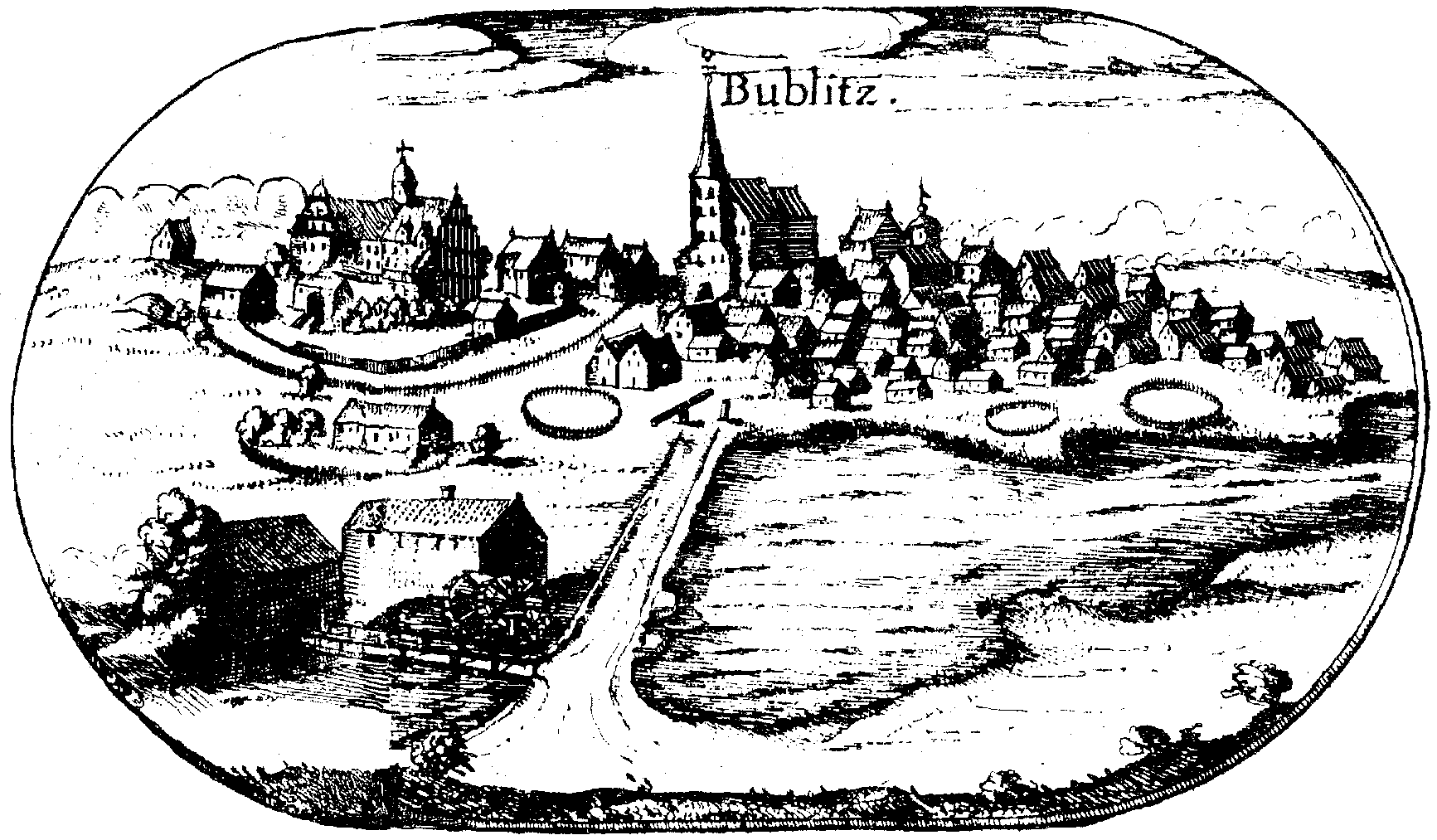
Bublitz auf der Lubinschen Karte von 1618

Deutsches Wappen von Bublitz

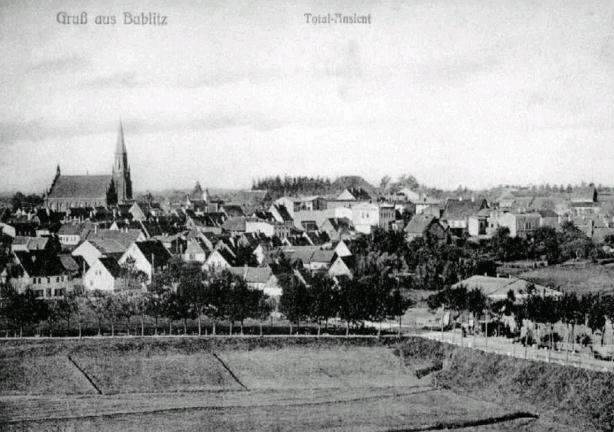
Bublitz um 1900

Die Stadt liegt in Hinterpommern, am Ufer des Flusses Gozel im Hinterland des Pommerschen Höhenrückens an der Ostsee. Die benachbarten größeren Städte Koszalin (Köslin) im Nordwesten und Szczecinek (Neustettin) im Süden sind 40 bzw. 28 km entfernt.

## Geschichte

### Im Mittelalter
In einer Urkunde von 1339 wird das umliegende Land, das sich zu dieser Zeit im Herrschaftsbereich der Herzöge von Pommern-Wolgast befand, als „Terra Bubulzik“ erwähnt. Der Ort selbst wurde früher Bubulz genannt. Damals erwarb der Bischof von Cammin Friedrich von Eickstedt von den ansässigen Adelsgeschlechtern Wedell, Spening und Sanitz dreiviertel des Landes Bublitz. Der restliche vierte Teil blieb im Besitz der Familie Kameke. 1340 verlieh er dem Flecken Bublitz das lübische Stadtrecht. Bis in das 16. Jahrhundert hinein war das Bublitzer Land Gegenstand von Zwistigkeiten zwischen den Landesfürsten und den Bischöfen, in deren Folge die Stadt mehrfach verpfändet, abgetreten oder verkauft (um 1512 etwa an Jakob von Kleist) wurde. Dadurch wurde die Stadt immer wieder in ihrer Entwicklung gehemmt.
Bevor nach dem Westfälischen Frieden von 1648 mit der Übernahme durch Brandenburg die Verhältnisse in geordnetere Bahnen gelenkt wurden, hatte Pommernherzog Kasimir IX. 1577 die Stadt völlig verarmt erworben. In den Jahren 1605, 1631 und 1639 richteten Brände große Schäden an.

### Bublitz in Preußen
Im Jahre 1800 vernichtete erneut ein großer Brand die Stadt, in deren Folge am Marktplatz ein neues Rathaus errichtet wurde. In der Zeit der Koalitionskriege wurde auf Befehl eines französischen Feldmarschalls der „Alte Friedhof“ außerhalb der Stadt angelegt. Während des Befreiungskrieges war 1813 eine deutsch-russische Legion einquartiert, für deren Versorgung die Stadt aufkommen musste. 1818, die Stadt gehörte jetzt zur preußischen Provinz Pommern, wurde eine dreiklassige Schule eröffnet, die nach der Errichtung eines Neubaus 1838 um eine vierte Klasse erweitert wurde. Nach der Gründung des Deutschen Reiches wurde die Stadt 1872 Kreisstadt des Kreises Bublitz. Es setzte eine rege Bautätigkeit ein, so wurden 1881 ein neues Schulgebäude, 1886 die Johanniskirche und 1908 das Rathaus neu errichtet sowie der Marktplatz umgestaltet. Ein Jahr später wurde das neue Postamt eröffnet.
1932 wurde der Kreis Bublitz aufgelöst und das Landratsamt in Bublitz geschlossen. Die Stadt kam zum Kreis Köslin.
Um das Jahr 1930 hatte die Gemarkung der Stadt Bublitz eine Flächengröße von 35,3 km², und im Stadtgebiet standen zusammen 549 Wohnhäuser an drei verschiedenen Wohnstätten:
1. Ackerhof
2. Bublitz
3. Friedenshof

Zum 1. April 1939 wurde das östlich von Bublitz liegende Dorf Friedrichsfelde, das bislang eine eigene Landgemeinde bildete, nach Bublitz eingemeindet.
1940 wurde auf dem Gelände der in den Novemberpogromen 1938 zerstörten Synagoge ein Kino errichtet.
Gegen Ende des Zweiten Weltkriegs marschierte am 27. Februar 1945 nach schwerem Beschuss am Vortage die Rote Armee in Bublitz ein. Nach Beendigung der Kampfhandlungen wurde die Stadt seitens der sowjetischen Besatzungsmacht der Volksrepublik Polen zur Verwaltung überlassen. Die polnische Ortsbezeichnung Bobolice wurde eingeführt. Es begann nun die Zuwanderung von Polen. Die einheimische Bevölkerung wurde von der polnischen Administration aus Bublitz vertrieben.
Im Oktober 2022 wurde das Denkmal für die im Zweiten Weltkrieg gefallener Soldaten der Roten Armee abgerissen. „Die Sowjets haben 1945 nicht die Freiheit gebracht, sondern eine neue Versklavung“ erklärte Karol Nawrocki, Leiter des polnischen Instituts für Nationales Gedenken (IPN) dazu.

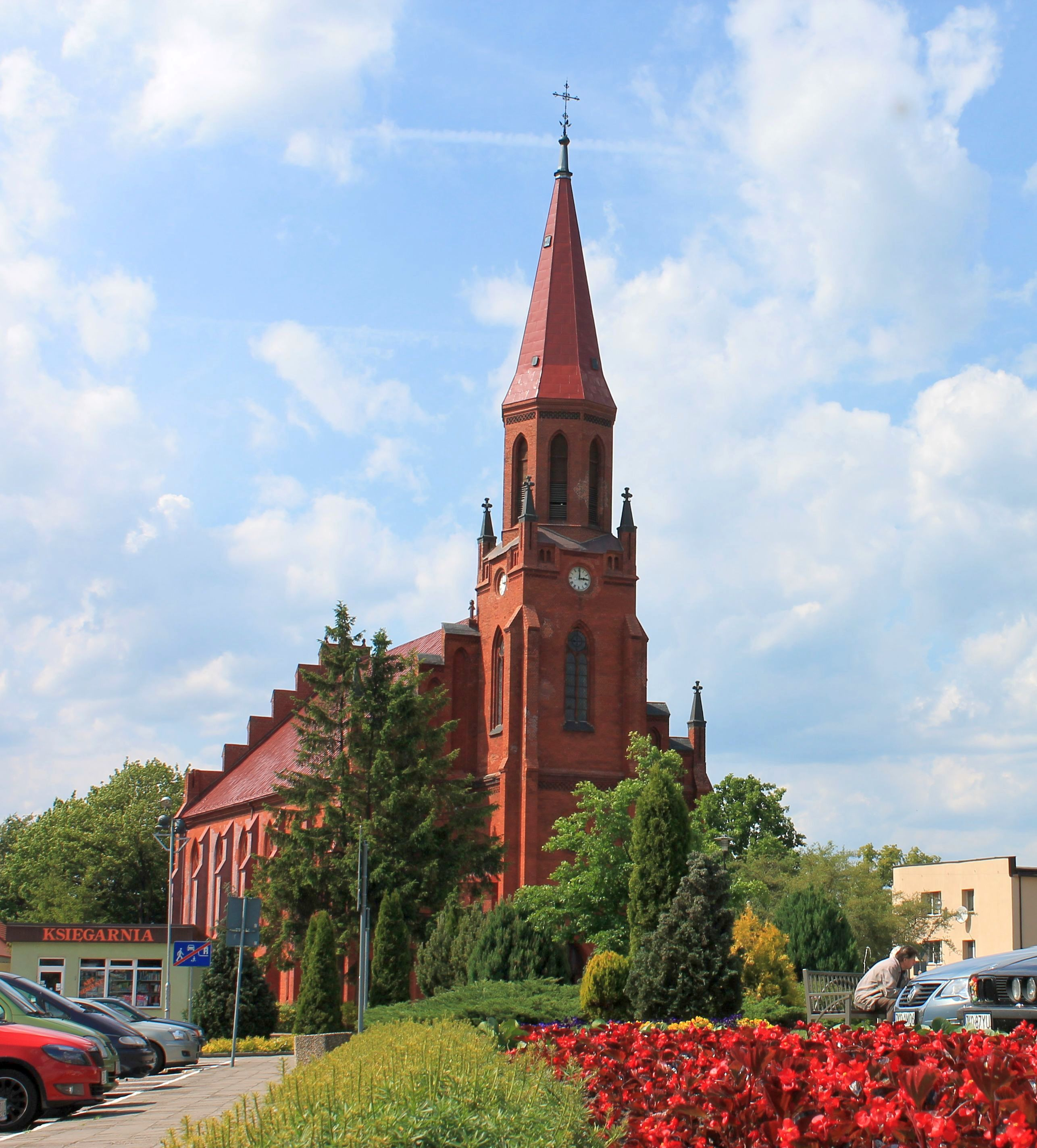
St.-Johannis-Kirche in Bublitz (Aufnahme 2014)

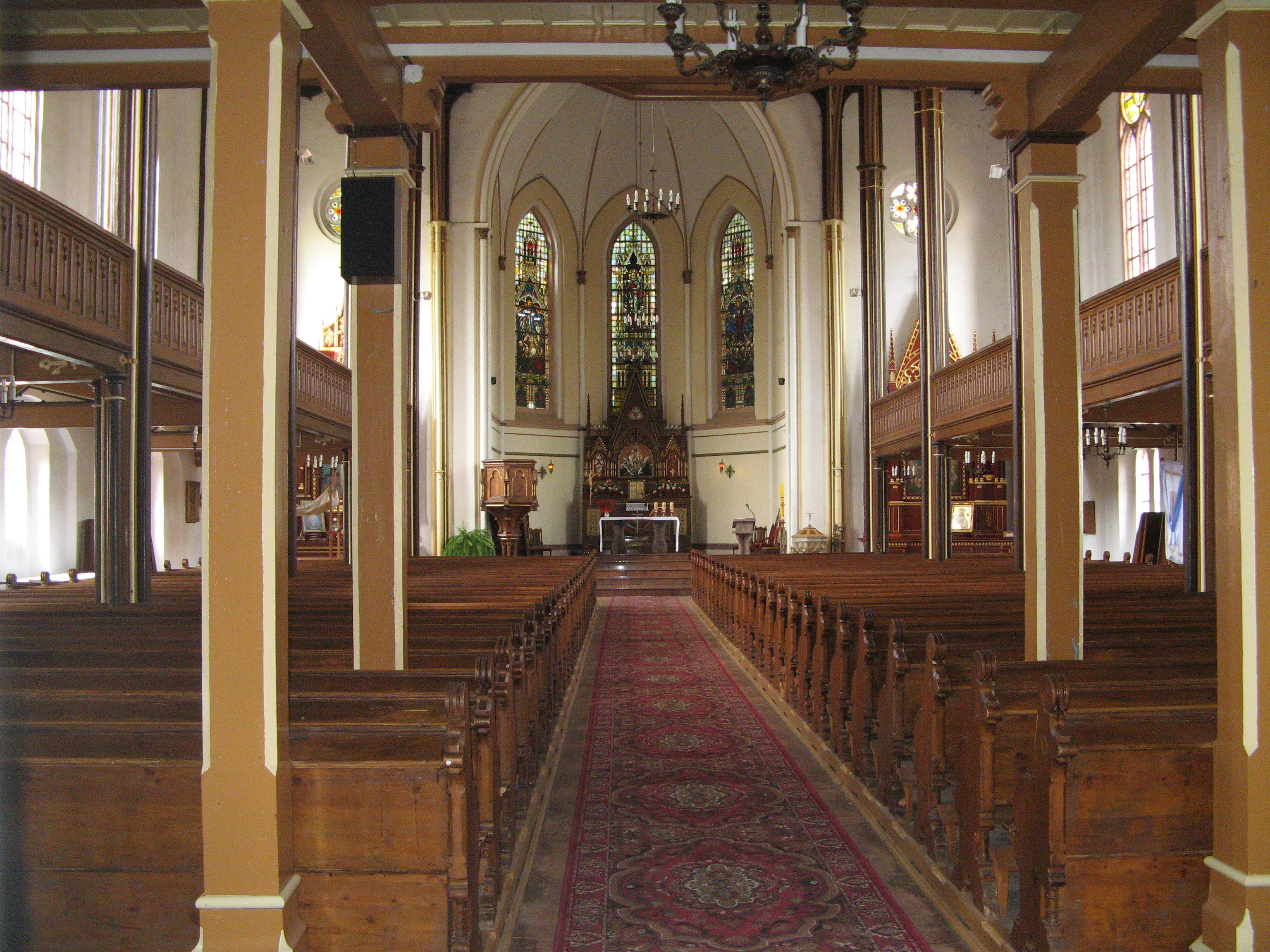
Innenraum der Kirche von Bublitz

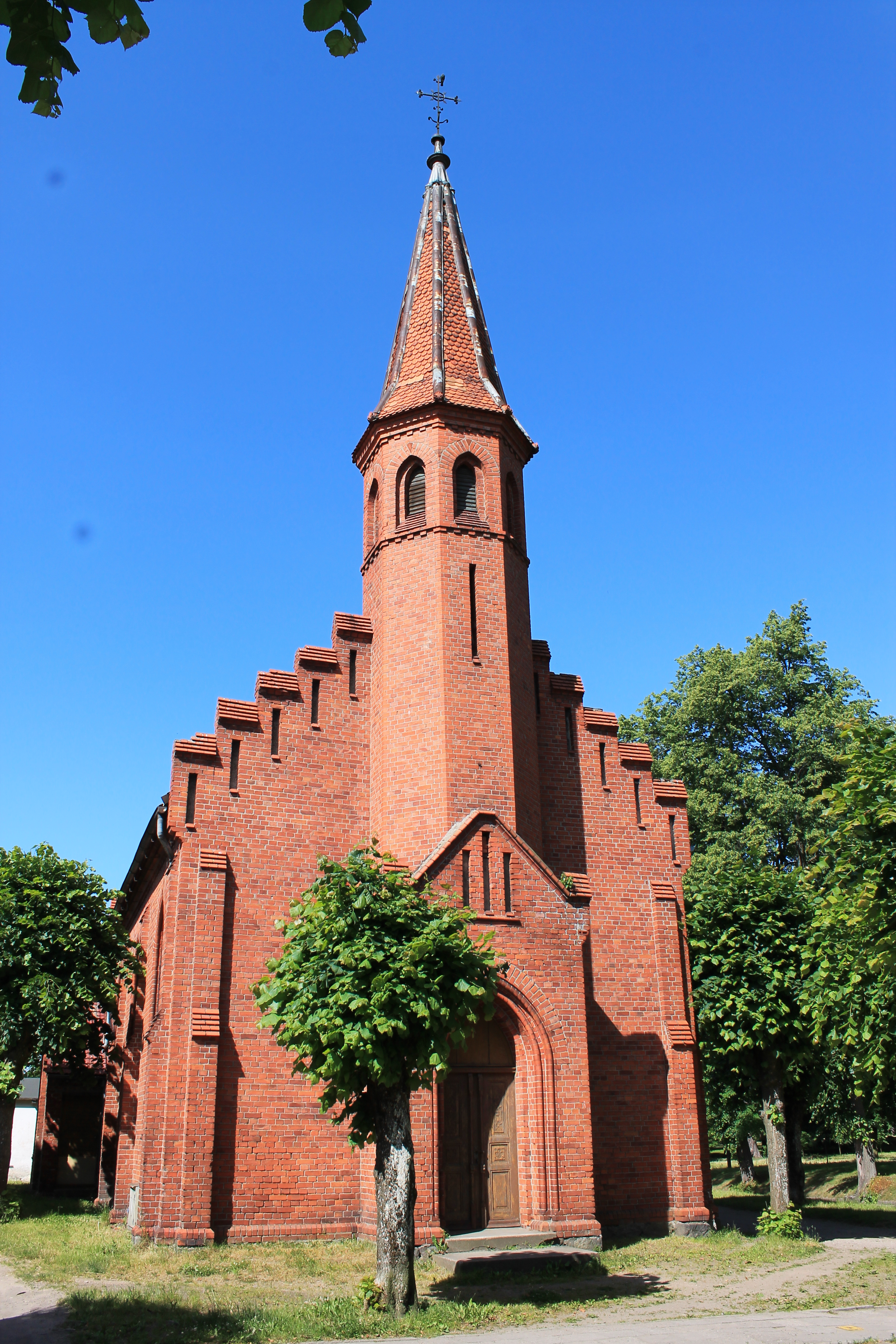
Orthodoxe Allerheiligenkirche in Bobolice

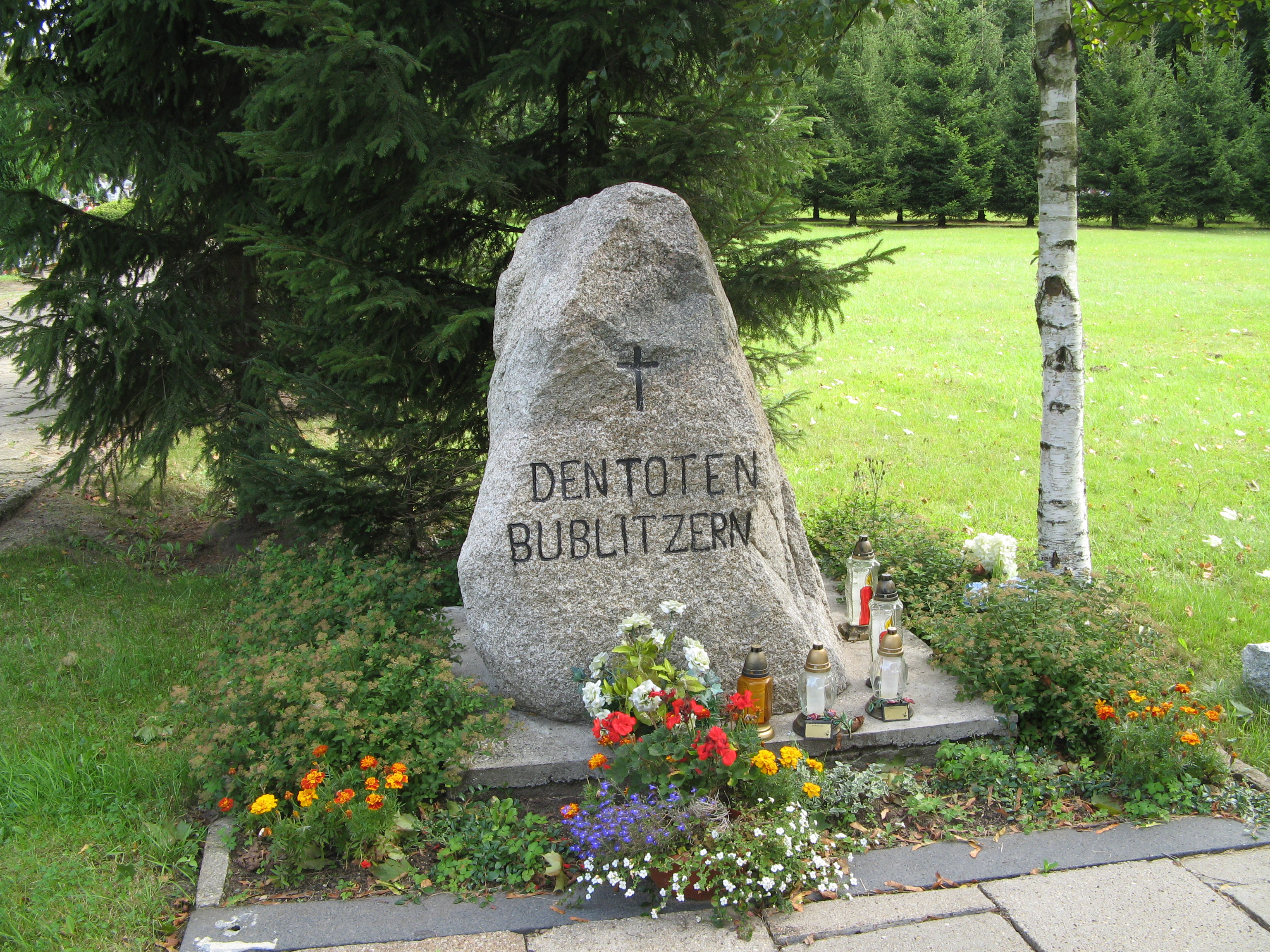
Gedenkstein auf dem Friedhof von Bublitz

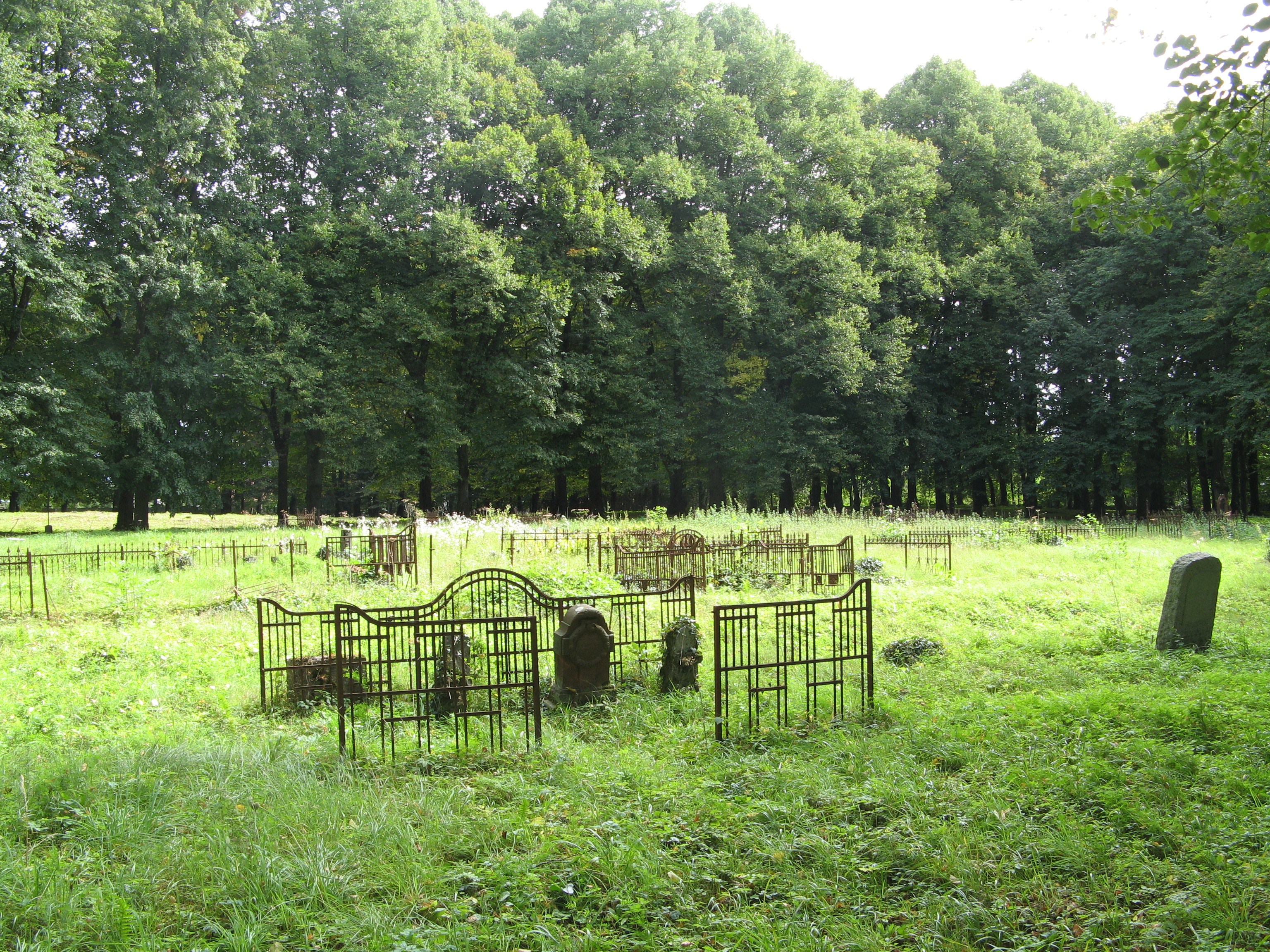
Friedhof von Bublitz

### Demographie
| Jahr | Einwohner | Anmerkungen                                          |
| ---- | --------- | ---------------------------------------------------- |
| 1740 | 856       | [ 9 ]                                                |
| 1782 | 1091      | davon 22 Juden                                       |
| 1791 | 1140      | davon 19 Juden                                       |
| 1794 | 1168      | davon 19 Juden                                       |
| 1812 | 1474      | davon 51 Juden, keine Katholiken                     |
| 1831 | 2095      | davon fünf Katholiken und 139 Juden                  |
| 1852 | 3840      | davon sieben Katholiken und 170 Juden                |
| 1861 | 3743      | davon vier Katholiken und 189 Juden                  |
| 1875 | 4362      | [ 11 ]                                               |
| 1880 | 4734      | [ 11 ]                                               |
| 1890 | 4731      | davon 21 Katholiken und 126 Juden                    |
| 1900 | 4919      | meist Evangelische                                   |
| 1910 | 5175      | [ 13 ]                                               |
| 1925 | 5432      | davon 58 Katholiken und 67 Juden, in 1335 Haushalten |
| 1933 | 6094      | [ 11 ]                                               |
| 1939 | 6190      | [ 11 ]                                               |

| Jahr | Einwohner | Anmerkungen |
| ---- | --------- | ----------- |
| 2009 | 4364      | [ 14 ]      |

### Kirche
Die einheimischen Bewohner von Bublitz waren in der Zeit von der Reformation bis zum Ende des Zweiten Weltkriegs vorwiegend evangelisch. Die nach Kriegsende zugewanderte polnische Bevölkerung ist dagegen überwiegend katholisch.
- Die St.-Johannis-Kirche von Bublitz wird erstmals im Jahr 1340 im Zusammenhang mit der Verleihung des lübischen Stadtrechts an Bublitz erwähnt. In den Jahren 1377–1383 waren dort die Pfarrer Gerhard Detbern und Jakob Herman tätig. Im Rahmen der Reformation in Pommern wurde die Kirche evangelisch. Während des großen Brandes der Stadt von 1605 brannte die Holzkonstruktion der Kirche vollständig ab. Sie wurde 1631 bis 1673 in Stein wieder aufgebaut. 1858 drohte die Kirche einzustürzen. Sie wurde daraufhin abgetragen und 1883 im neugotischen Stil wieder aufgebaut, wie sie heute noch am Ort steht.[15] Im Jahre 1946 wurde sie in eine römisch-katholische Kirche umgewidmet und trägt jetzt den Namen: „Kirche der Himmelfahrt der Jungfrau Maria“.[16]
- Die Orthodoxe Allerheiligenkirche in Bobolice wurde 1902 im neugotischen Stil für die Gemeinde der Altlutheraner errichtet.
- Auf dem Friedhof ist der große Bereich deutscher Gräber, abgegrenzt von dem polnischer Gräber, noch erhalten. Es sind jedoch nur noch wenige Grabsteine und Grabkreuze vorhanden. Ein Gedenkstein ist „den toten Bublitzern“ gewidmet.

## Städtepartnerschaften
- Demmin (Deutschland, Mecklenburg-Vorpommern)
- Jašiūnai (Litauen)

## Persönlichkeiten

### Bürgermeister bis 1866
- Reinerns Massow, 1397
- Hinricus Dupel, 1397
- Jacob Mechelin, 1604
- David Pothorst, 1618
- Carsten Kakeldey, 1618
- Elias Kakeldey, 1631–1647
- Friedrich Holtz, 1655–1666
- David Radecke, 1721–1732
- Johann Gottlieb Schmidt, (nach 1730)
- Moretz, 1742
- Christian Gottlieb Schmidt, 1753–1767
- J. C. Wildegans, 1757
- Carl Gottlieb Leopold, 1775–1795
- G. E. Schieden, 1816–1835
- A. Pachur, Dr., 1835–1837
- Fr. W. Schmidt, 1837–1841
- C. Fr. Wesenberg, 1841–1866
- Th. R. Bartholdy, 1866[17]

### Söhne und Töchter der Stadt
- Georg Friedrich von Dittmer (1727–1811), deutscher Kaufmann und Bankier
- Johann Heinrich Otto von Schmidt (1758–1841), deutscher Artillerieoffizier, verabschiedet als preußischer Generalleutnant
- Otto August Heinrich Dahlke (1767–nach 1806), deutscher Jurist und Oberbürgermeister von Kolberg
- Arthur Janke (1843–1928), deutscher Generalmajor
- Max Seliger (1865–1920), deutscher Maler und Kunstgewerbler
- Paul Robien (1882–1945), deutscher Ornithologe, Naturschützer und Umweltaktivist, geboren als Paul Ruthke
- Paul Kleinschmidt (1883–1949), deutscher Maler
- Johannes Eggert (1898–1937), deutscher kommunistischer Widerstandskämpfer gegen das Naziregime
- Ré Soupault (1901–1996), deutsch-französische Fotografin, geboren als Meta Erna Niemeyer
- Kurt Westphal (1904–1978), deutscher Musikwissenschaftler und Musikjournalist
- Hans-Jürgen Heise (1930–2013), deutscher Schriftsteller, geboren als Hans-Jürgen Scheller
- Egon Nitz (1934–2011), deutscher Marineoffizier, zuletzt Konteradmiral der Volksmarine
- Helmut C. Schulitz (* 1936), Architekt und Hochschullehrer
- Hans Jagenow (* 1938), deutscher Diplomat und Jugendfunktionär, Botschafter der DDR in Äthiopien von 1983 bis 1987
- Heinz Neitzel (* 1938), deutscher Klassischer Philologe
- Horst Ludwig (* 1942), deutscher Kunsthistoriker

### Weitere Persönlichkeiten, die in der Stadt gewirkt haben
- Georg Otto von Bonin (1613–1670), Amtshauptmann in Bublitz
- Joachim Holce (1683–1742), deutscher evangelischer Geistlicher, Pfarrer in Bublitz von 1725 bis 1742
- Michael Friedrich Unruh (1714–1765), deutscher evangelischer Geistlicher, Pfarrer in Bublitz von 1760 bis 1765
- Carl Ludwig von Winterfeld (1726–1784), Amtshauptmann in Bublitz
- Theodor Gustav Harder (1762–1811), deutscher evangelischer Geistlicher, Pfarrer in Bublitz von 1790 bis 1811
- Heinrich Ernst Boeters (1893–1945), deutscher evangelischer Geistlicher, Superintendent in Bublitz von 1931 bis 1936

## Gmina Bobolice
Die Stadt- und Landgemeinde Bobolice gehört zum Powiat Koszaliński (Kreis Köslin) mit dem Kraftfahrzeugkennzeichen ZKO.
Nachbargemeinden sind:
- Manowo (Manow), Polanów (Pollnow) und Świeszyno (Schwessin) im Landkreis Koszalin
- Tychowo (Groß Tychow) im Landkreis Białogard (Belgard)
- Biały Bór (Baldenburg), Grzmiąca (Gramenz) und Szczecinek (Neustettin) im Landkreis Szczecinek (Neustettin).

Seit dem 1. Januar 1999 gehört die Gmina Bobolice zur Woiwodschaft Westpommern und war bis dahin Teil der Woiwodschaft Köslin.
Die Gemeinde ist flächenmäßig (bei 367,74 km²) die siebtgrößte von 114 Gemeinden in der Woiwodschaft Westpommern, einwohnermäßig (10.006 im Jahre 2005) steht sie an 36. Stelle. In der Gemeinde besteht eine Bevölkerungsdichte von 27 Einwohnern pro km². Das Gemeindegebiet macht 22 % der Fläche des Landkreises Koszalin aus.
Amtssitz der Gemeindeverwaltung ist die ul. Ratuszowa 1 in Bobolice. Die Gemeinde hat eine einheitliche Postleitzahl: 76-020.

### Ortsteile
Die Gmina Bobolice gliedert sich in 20 Ortsteile (Schulzenämter):
- Chlebowo (Ackerhof)
- Chmielno (Hopfenberg)
- Chociwle (Friedrichsfelde)
- Dargiń (Dargen)
- Dobrociechy (Dubbertech)
- Drzewiany (Drawehn)
- Głodowa (Goldbeck)
- Gozd (Gust)
- Górawino (Gerfin)
- Jatynia (Jatzthum)
- Kłanino (Klannin)
- Krępa (Crampe)
- Kurowo (Kurow)
- Łozice (Neudorf)
- Nowe Łozice (Neuhütten)
- Pomorzany (Pomorzany)
- Porost (Porst)
- Radwanki (Ernsthof)
- Świelino (Schwellin)
- Ubiedrze (Ubedel)

Diese wiederum vereinigen insgesamt 69 Ortschaften der Gmina Bobolice. Unter den weiteren Ortschaften sind Cybulino (Zeblin), Przydargiń (Priddargen), Ujazd (Wilhelmshöhe) und Wojęcino (Wojenthin).

### Verkehrsanbindung
Durch die Gmina Bobolice führt die Landesstraße Nr. 11 Kołobrzeg (Kolberg) (84 km) – Koszalin (Köslin) (39 km) – Szczecinek (Neustettin) (31 km) – Piła (Schneidemühl) (94 km) – Poznań (Posen) (189 km), und die Landesstraße Nr. 25 von Inowrocław (Hohensalza) (186 km) – Bydgoszcz (Bromberg) (177 km) – Człuchów (Schlochau) (66 km) – Biały Bór (Baldenburg) (18 km) endet in Bobolice.
Außerdem begegnen sich in der Gmina Bobolice die Woiwodschaftsstraßen
- Nr. 169 von (Białogard (Belgard) (47 km) – ) Byszyno (Boissin) (38 km) – Tychowo (Groß Tychow) (25 km)
- Nr. 171 von Czaplinek (Tempelburg) (55 km) – Barwice (Bärwalde) (31 km) – Grzmiąca (Gramenz) (17 km)
- Nr. 205 von Darłowo (Rügenwalde) (77 km) – Sławno (Schlawe) (52 km) – Polanów (Pollnow) (26 km).

Die Woiwodschaftsstraße Nr. 168, die bei Mostowo (Brückenkrug) (24 km) von der Landesstraße Nr. 11 abzweigt, endet bei Drzewiany (Drawehn) in der Gemeinde Bobolice.
Von 1895 bis 1945 gab es eine Eisenbahnlinie der Köslin–Belgarder Bahnen von Koszalin (Köslin) (46 km) über Rosnowo (Roßnow) (26 km) – Świelino (Schwellin) (17 km) nach Bobolice, auf die in Świelino die Linie von Białogard (Belgard) (59 km) über Słonino (Schlennin) (43 km) traf.
Von 1897 bzw. 1903 bis 1945 bestand außerdem eine Strecke, zuletzt betrieben von der Deutschen Reichsbahn von Świdwin (Schivelbein) (76 km) – Połczyn-Zdrój (Bad Polzin) (52 km) – Grzmiąca (Gramenz) (20 km) über Bobolice nach Polanów (Pollnow) (25 km) bis Korzybie (Zollbrück) (59 km).

### Sehenswürdigkeiten
- Sehenswerte Kirchen gibt es in Kurowo (Kurow), Drzewiany (Drawehn), Głodowa (Goldbeck) und Świelino (Schwellin).
- Die Gmina Bobolice liegt an der Bütower Seenplatte. Östlich von Bobolice befinden sich drei Naturreservate: der Forst Buczyna sowie die Seen Jezioro Szare und Jezioro Piekiełko.
- Am Jezioro Kwiecko (Niedersee) nimmt die Radüe (polnisch: Radew) ihren Flusslauf bis zur Mündung in die Persante (Parsęta) bei Karlino (Körlin). Auf der gesamten Länge wird der Fluss für den Kanu-/Kajaksport genutzt.